# Суботіно (Владимирська область)
Суботіно (рос. Субботино) — присілок у Суздальському районі Владимирської області Російської Федерації.
Входить до складу муніципального утворення Селецьке сільське поселення. Населення становить 2 особи (2010).

## Історія
Присілок розташований на землях фіно-угорського народу мещери.
Від 10 травня 1929 року належить до Суздальського району, утвореного спочатку у складі Владимирського округу Івановської промислової області з частини Владимирського повіту Владимирської губернії. Від 1944 року в складі Владимирської області.
Згідно із законом від 13 травня 2005 року входить до складу муніципального утворення Селецьке сільське поселення.

## Населення
| 1859 | 1905 | 1926 | 2002 | 2010 |
| ---- | ---- | ---- | ---- | ---- |
| 118  | ↘114 | ↗174 | ↘11  | ↘2   |